# بیلی برنت
بیلی برنت (انگلیسی: Billy Burnett; ۱ مارس ۱۹۲۶ – ۱۹۸۸ (۶۱−۶۲ سال)) بازیکن فوتبال بود.
از باشگاه‌هایی که در آن بازی کرده‌است می‌توان به باشگاه فوتبال گریمزبی تاون اشاره کرد.